# Carl Bovallius
Carl Erik Alexander Bovallius (ou Bowallius) (né le 31 juillet 1849 – décédé le 8 novembre 1907) est un biologiste et archéologue suédois.

## Publications

### 1885
- (en) Bovallius, C. (1885) New or imperfectly known Isopoda. Part I. Bihang till Kongliga Svenska Vetenskaps-Akademiens Handlingar 10 (11): 1-32.